# Kenneth Høie
Kenneth Høie, né le 11 septembre 1979 à Haugesund en Norvège, est un footballeur international norvégien qui évolue au poste de gardien de but. 

## Biographie

### Débuts en Norvège
Høie commence sa carrière en junior avec le Haugar Haugesund avant de passer au FK Haugesund. 
Il joue sept matches en Adeccoligaen (D2) lors de sa première saison et ensuite Haugesund se voit promu en Tippeligaen (D1) en 1999. Il fait ses débuts en Tippeligaen lors d'une défaite 4-1 contre le Viking FK le 30 août 2000, mais à la fin de la saison son club se voit relégué en deuxième division. Il devient le gardien titulaire lors de ses deux dernières saison à Haugesund. 
Pour la saison 2003, Høie signe au Bryne FK en Tippeligaen. Il fait ses débuts le 13 avril 2003, lors de la 1re journée de Tippeligaen contre le Viking FK (défaite 3-0). Il joue au total 21 matchs. 
Il est prêté à Sogndal jusqu'à la fin de la saison 2005, où il joue sept match en Tippeligaen. Il fait ses débuts le 12 septembre 2005, lors de la 20e journée de Tippeligaen contre le Viking FK (défaite 4-2). 
En 2005, Høie rejoint l'IK Start en Tippeligaen. Lors de sa première saison, il ne joue aucun de match en championnat mais il fait ses débuts en équipe première au premier tour de la Coupe de Norvège 2005, le 11 mai 2005 contre Lyngdal (victoire 2-1). Il fait ses débuts en Tippeligaen le 28 mai 2006, lors de la 10e journée de Tippeligaen contre le Stabæk (victoire 1-0).
Au début de la saison 2007, il est prêté au FK Bodø/Glimt, où il joue dix matchs en Adeccoligaen. Il fait ses débuts le 6 mai 2007, lors de la 5e journée de l'Adeccoligaen contre le Kongsvinger (victoire 4-1). Au cours de la saison 2007, il retourne à l'IK Start, où il joue 13 matchs en première division. À la fin de la saison son club se voit relégué en deuxième division. Au début de la saison 2008, Kenneth Høie est confirmé comme gardien n°1.
Il prend part à 128 matchs du championnat et 18 matchs de coupe, portant son total à 146 matchs disputés de 2005 à 2011.

### En Suède
En 2012, Høie rejoint le club suédois de l'IF Elfsborg en Allsvenskan. Høie fait ses débuts pour Elfsborg dans un match contre Djurgården 31 mars 2012, qui se termine sur le score de 2-1 pour Elfsborg. Son contrat est alors valable jusqu'à la fin de la saison. Il joue 11 matchs sur les 12 possible mais Elfsborg choisit de ne pas renouveler son contrat.
À la fin mai 2012, il est dit dans les médias que Høie devrait rejoint le club de Djurgården. Le 25 juin 2012, il est présenté comme le nouveau gardien de but de Djurgårdens et y signe un contrat de deux ans et demi. Il fait ses débuts le 6 août 2006, lors de la 18e journée de l'Allsvenskan contre le GIF Sundsvall (victoire 1-0).
Il y joue jusqu'à fin 2016, où il prend sa retraite.

### Équipe nationale
Kenneth Høie débute en espoirs le 3 février 1998 comme titulaire dans un match amical contre le Danemark espoirs. Il compte six sélections en espoirs.
Kenneth Høie est convoqué pour la première fois par le sélectionneur national Per-Mathias Høgmo pour un match amical face à la Pologne le 18 janvier 2014. Il est remplacé à la 46e minute par Sten Grytebust (défaite 3-0). 
Il compte une sélection avec l'équipe de Norvège en 2014.

## Statistiques
| Saison                | Club                  | Championnat           | Championnat | Championnat | Coupe(s) nationale(s) | Coupe(s) nationale(s) | Compétition(s) continentale(s) | Compétition(s) continentale(s) | Compétition(s) continentale(s) | Norvège | Norvège | Total | Total |
| Saison                | Club                  | Division              | M.          | B.          | M.                    | B.                    | Comp.                          | M.                             | B.                             | M.      | B.      | M.    | B.    |
| 1999                  | FK Haugesund          | Adeccoligaen          | 7           | 0           | 2                     | 0                     | -                              | -                              | -                              | -       | -       | 9     | 0     |
| 2000                  | FK Haugesund          | Tippeligaen           | 11          | 0           | -                     | -                     | -                              | -                              | -                              | -       | -       | 11    | 0     |
| 2001                  | FK Haugesund          | Adeccoligaen          | 26          | 0           | -                     | -                     | -                              | -                              | -                              | -       | -       | 26    | 0     |
| 2002                  | FK Haugesund          | Adeccoligaen          | 22          | 0           | 1                     | 0                     | -                              | -                              | -                              | -       | -       | 23    | 0     |
| 2003                  | Bryne FK              | Tippeligaen           | 21          | 0           | 3                     | 0                     | -                              | -                              | -                              | -       | -       | 24    | 0     |
| 2004                  | Bryne FK              | Adeccoligaen          | -           | -           | 1                     | 0                     | -                              | -                              | -                              | -       | -       | 1     | 0     |
| 2004                  | Sogndal               | Tippeligaen           | 7           | 0           | -                     | -                     | -                              | -                              | -                              | -       | -       | 7     | 0     |
| 2005                  | IK Start              | Tippeligaen           | -           | -           | 4                     | 0                     | -                              | -                              | -                              | -       | -       | 4     | 0     |
| 2006                  | IK Start              | Tippeligaen           | 3           | 0           | 2                     | 0                     | C3                             | 1                              | 0                              | -       | -       | 6     | 0     |
| 2007                  | FK Bodø/Glimt         | Adeccoligaen          | 10          | 0           | -                     | -                     | -                              | -                              | -                              | -       | -       | 10    | 0     |
| 2007                  | IK Start              | Tippeligaen           | 13          | 0           | 1                     | 0                     | -                              | -                              | -                              | -       | -       | 14    | 0     |
| 2008                  | IK Start              | Adeccoligaen          | 26          | 0           | 1                     | 0                     | -                              | -                              | -                              | -       | -       | 27    | 0     |
| 2009                  | IK Start              | Tippeligaen           | 30          | 0           | 2                     | 0                     | -                              | -                              | -                              | -       | -       | 32    | 0     |
| 2010                  | IK Start              | Tippeligaen           | 30          | 0           | 5                     | 0                     | -                              | -                              | -                              | -       | -       | 35    | 0     |
| 2011                  | IK Start              | Tippeligaen           | 26          | 0           | 3                     | 0                     | -                              | -                              | -                              | -       | -       | 29    | 0     |
| 2012                  | IF Elfsborg           | Allsvenskan           | 11          | 0           | -                     | -                     | -                              | -                              | -                              | -       | -       | 11    | 0     |
| 2012                  | Djurgårdens IF        | Allsvenskan           | 13          | 0           | 1                     | 0                     | -                              | -                              | -                              | -       | -       | 14    | 0     |
| 2013                  | Djurgårdens IF        | Allsvenskan           | 30          | 0           | 6                     | 0                     | -                              | -                              | -                              | -       | -       | 36    | 0     |
| 2014                  | Djurgårdens IF        | Allsvenskan           | 1           | 0           | 1                     | 0                     | -                              | -                              | -                              | 1       | 0       | 3     | 0     |
| Total sur la carrière | Total sur la carrière | Total sur la carrière | 287         | 0           | 33                    | 0                     | -                              | 1                              | 0                              | 1       | 0       | 322   | 0     |